# Claude d'Estavayer
Claude d'Estavayer (anciennement écrit Estavayé, et naguère parfois déformé en Estavage), né vers 1483 et mort en 1534, est une personnalité religieuse de la Savoie et de la Suisse. Il est notamment abbé commendataire de l'abbaye d'Hautecombe et évêque de Belley.

## Biographie

### Jeunesse
Claude d'Estavayer naît vers 1483, au château de Chazey, dans le Bugey. Il est fils d'Antoine et de Jeannette de Colombier. Il appartient à la famille d'Estavayer, établie à Romont, relevant à cette période du duché de Savoie.
Il est ordonné prêtre séculier à une date qui n'est plus connue.

### Abbé d'Hautecombe
Une incertitude demeure quant à son arrivée à Hautecombe. Selon certaines sources,, il est le prieur de la communauté d'Hautecombe de 1505 à 1534. Selon d'autres, il y aurait eu deux « Claude d'Estavayer » abbés d'Hautecombe, l'oncle (appelé « Jean-Claude ») et le neveu, ce dernier étant celui qui fait l'objet de cet article. Les sources les plus récentes tendent à montrer que l'oncle nommé Jean-Claude était en réalité François de Colombier (qui était réellement l'oncle de Claude d'Estavayer), abbé d'Hautecombe de 1498 à 1505,.
Quoi qu'il en soit, la nomination de Claude d'Estavayer comme abbé commendataire d'Hautecombe n'alla pas de soi : le régime de la commende n'avait pas encore révélé ses abus ultérieurs, et l'ordre de Cîteaux refusait qu'un prêtre du clergé non régulier dirige une de ses abbayes. Il semble que l'affaire s'envenima au point que le pape Jules II dut produire jusqu'à sept bulles le 24 janvier 1504 pour faire passer son protégé.
Contrairement à d’autres abbés commendataires qui ne mirent même pas les pieds à l'abbaye, il semble qu'il ait pris relativement au sérieux cette charge, puisque l'abbaye d'Hautecombe lui doit des travaux assez importants : c'est lui qui fit réaliser la chapelle de Belley, « vestibule » de l'abbatiale, dédiée à saint Bernard. Un curieux choix architectural lui fit ouvrir cette chapelle au nord, alors que l'église est orientée vers l'est. Depuis la restauration menée au XIXe siècle, cette chapelle est conservée mais s'ouvre à nouveau à l'ouest, dans l'axe de l'édifice.
Cette chapelle avait un but bien simple : lui servir de futur tombeau. Mais, comme il mourut en Suisse, il y fut enterré, ce qui fait que son tombeau d'Hautecombe resta vide durant des siècles. Toutefois, il ne l'est plus. Les derniers souverains d'Italie, Humbert II et sa femme Marie-José, n'ayant pas obtenu le droit de rentrer d'exil depuis 1946, même pour y être enterrés, sont ensevelis dans le tombeau de Claude d'Estavayer.
Le 11 septembre 1518, il fut fait premier chancelier de Ordre de l'Annonciade, par Charles III de Savoie,.

### Évêque de Belley
Nommé en 1507 ou 1508 évêque de Belley, il participa au quatrième concile du Latran.

### Abbé du lac de Joux et de Romainmôtier
Le 10 novembre 1519, il fut nommé abbé de l'Abbaye du lac de Joux et, le 24 novembre 1521, de l'Abbaye de Romainmôtier. Il fut un administrateur actif de ces deux abbayes vaudoises, permettant un développement économique important des régions les jouxtant. Dans sa gestion des trois abbayes ainsi que dans sa cour épiscopale, il semble qu'il ait été plutôt un homme de fastes et de luxe que de prière et d'austérité.

### Le triptyque d'Estavayer-Blonay
Avec sa parente, sœur Mauricia de Blonay, moniale dominicaine du monastère d'Estavayer, il commande le triptyque de la Nativité réalisé dans l'atelier du célèbre sculpteur Hans Geiler qui sera exécuté en 1527 et connu sous le nom de « triptyque d'Estavayer-Blonay ».

### Mort
Claude d'Estavayer meurt entre le 19 mars 1534 et 31 décembre 1535. Maxime Reymond retient la date du 28 décembre 1534.
La tradition retient qu'il serait mort et enterré à Romainmôtier « avec un jeu de cartes », toutefois Reymond indique que cela serait faux et que son corps serait inhumé dans une chapelle de l'abbaye d'Hautecombe.